# Laihela

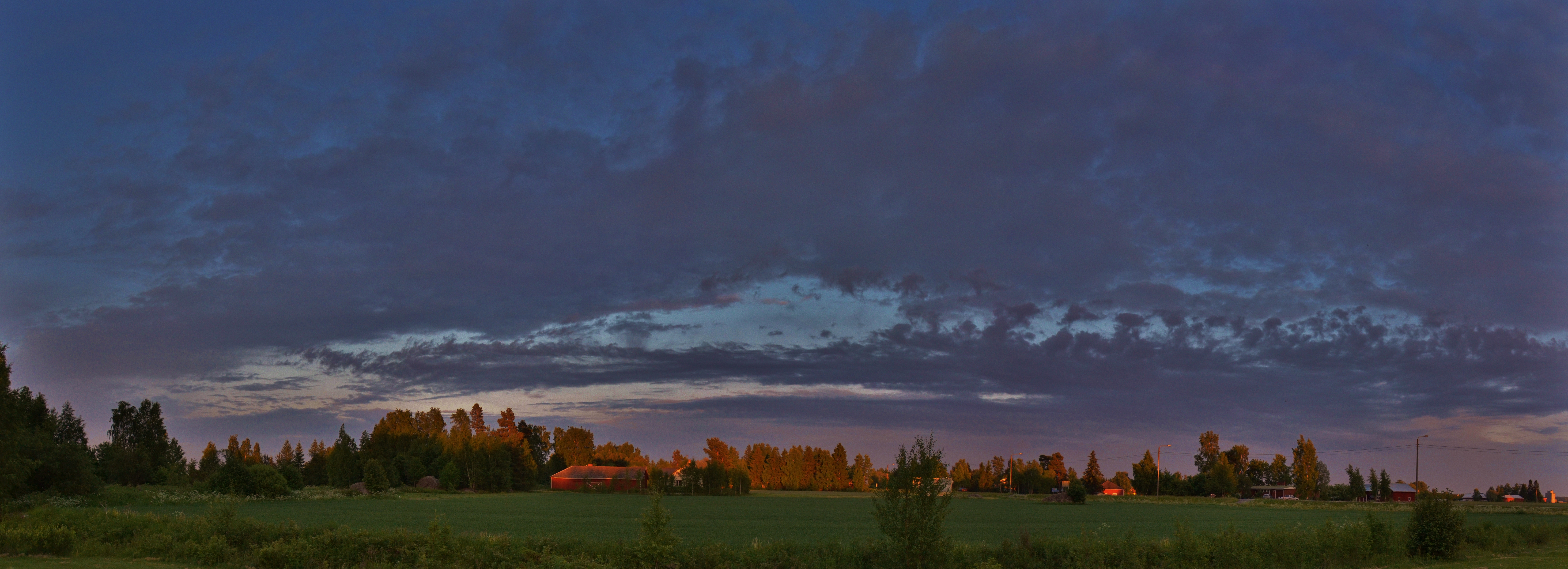
Landsbygd i Laihela, 2011.

Laihela (finska: Laihia) är en kommun i landskapet Österbotten i Finland. Laihela har 7 916 invånare och har en yta på 508,44 km².
Laihela är en enspråkigt finsk kommun, den enda sådana i landskapet Österbotten.

## Historia
Laihela kapell bildades 1508 av delar av Storkyro och Mustasaari kyrksocknar samtidigt som kyrkobyggnaden invigdes.

## Geografi

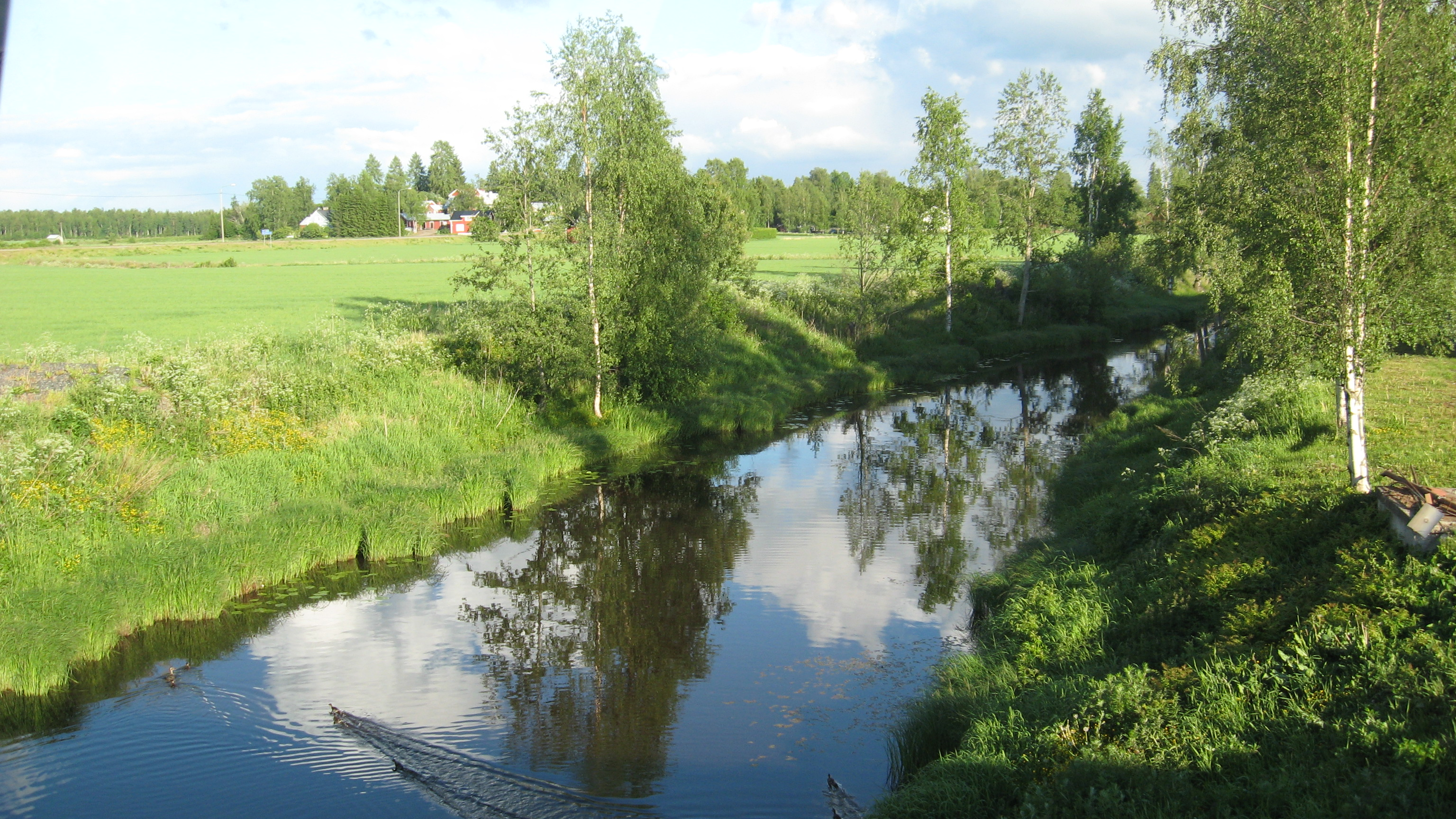
Laihela å.

I kommunen finns byn Bådde och vattendraget Laihela å, även kallad Toby å.

## Politik

### Mandatfördelning i Laihela kommun, valen 1976–2021
| 5 | 4 |  | 10 | 7 |

| 4 | 4 |  | 10 |  | 7 |

| 3 | 4 | 2 | 11 | 7 |

| 2 | 3 |  |  | 11 |  | 8 |

| 3 | 5 |  | 11 |  | 6 |

| 2 | 4 |  |  | 12 | 7 |

| 2 | 4 |  |  | 13 | 6 |

|  | 5 | 2 | 11 |  | 7 |

| 17 | 10 |

| 2 | 4 | 2 | 11 |  | 7 |

| 18 | 9 |

|  | 3 | 5 | 10 | 2 | 6 |

| 18 | 9 |

| 2 | 4 | 3 | 11 |  | 6 |

| 17 | 10 |

|  | 3 | 6 | 10 | 7 |

| 20 | 7 |

## Demografi

### Befolkningsutveckling
| Befolkningsutvecklingen i Laihela kommun 1975–2020                                                           | Befolkningsutvecklingen i Laihela kommun 1975–2020 | Befolkningsutvecklingen i Laihela kommun 1975–2020 | Befolkningsutvecklingen i Laihela kommun 1975–2020 | Befolkningsutvecklingen i Laihela kommun 1975–2020 |
| --- | -------------------------------------------------- | -------------------------------------------------- | -------------------------------------------------- | -------------------------------------------------- |
| |                                                    |                                                    |                                                    |                                                    |
| År |                                                    |                                                    | Folkmängd                                          |                                                    |
| 1975 | 1975                                               |                                                    | 6 890                                              |                                                    |
| 1980 | 1980                                               |                                                    | 7 028                                              |                                                    |
| 1985 | 1985                                               |                                                    | 7 448                                              |                                                    |
| 1990 | 1990                                               |                                                    | 7 604                                              |                                                    |
| 1995 | 1995                                               |                                                    | 7 576                                              |                                                    |
| 2000 | 2000                                               |                                                    | 7 414                                              |                                                    |
| 2005 | 2005                                               |                                                    | 7 564                                              |                                                    |
| 2010 | 2010                                               |                                                    | 7 870                                              |                                                    |
| 2015 | 2015                                               |                                                    | 8 090                                              |                                                    |
| 2020 | 2020                                               |                                                    | 7 996                                              |                                                    |
| Anm: Uppgifterna avser förhållandena den 31 december nämnda år enligt områdesindelningen den 1 januari 2022. |                                                    |                                                    |                                                    |                                                    |

## Kultur
Laihelaborna är i Finland traditionellt kända för sin sparsamhet och det finns många roliga historier om deras snålhet. På orten finns också ett snålhetsmuseum.